# Толстоголовка флоринда
Толстоголовка флоринда (лат. Hesperia florinda) — вид бабочек из семейства толстоголовок (Hesperiidae), ранее считавшийся подвидом толстоголовки запятой (Hesperia comma).

## Описание
Обитают в Восточной Палеарктике: на юге Забайкалья, по берегам рек Амур и Уссури, в восточной Монголии, Японии, Корее и Китае. Гусеницы кормятся на осоках (Carex). Зимуют яйца.

## Подвиды
Выделяют три подвида:
- Hesperia florinda florinda Butler, 1878
- Hesperia florinda repugnans Staudinger, 1892 — Приморье, Приамурье, Забайкалье, Корея, северо-восток Китая[4][5]
- Hesperia florinda rozhkovi Kurentzov, 1970 — Забайкалье[2].